# Bergen (New York)
Pour les articles homonymes, voir Bergen.
Ne doit pas être confondu avec Bergen (village, New York).
Bergen est une ville située dans le comté de Genesee, dans l'État de New York, aux États-Unis,. En 2010, elle comptait une population de 3 120 habitants.

## Démographie
Lors du recensement de 2010, la ville comptait une population de 3 120 habitants. Elle est estimée, en 2016, à 2 999 habitants.